# Rue Tissot
La rue Tissot est une rue située dans le 9e arrondissement de Lyon.

## Situation
En partant du sud (numérotation de la rue décroissante à partir de 40), la rue commence rue du Souvenir, et s'oriente en direction nord-est, croise la rue Marietton, et aboutit rue de Bourgogne, juste après la jonction avec la rue Laure-Diebold, elle-même aboutissant rue Tissot, face au Théâtre Nouvelle Génération.

## Odonymie
La rue Tissot est nommée d'après Jean-Antoine-Népomucène Tissot, mort en 1874, teneur de livres, qui a fait don de sa maison alors située au 15 rue Nénard à un projet de maison de retraite « les commerçants âgés ayant connu des revers de fortune ». Sa propriété s'étendait jusqu'au début de la rue Tissot.

## Lieux remarquables

Le TNG en 2021, la voiture noire sort de la rue Tissot.

- Face au 2 : l'esplanade devant le Théâtre Nouvelle Génération.
- Aux 4-16 : écoles maternelle et élémentaire Audrey-Hepburn.
- Face au 15 : la Voie Verte du 24-mars-1852, qui commence rue du 24-mars-1852 aboutit rue Tissot[note 2].